# Isztimér
Isztimér est un village et une commune du comitat de Fejér en Hongrie.

## Jumelage
- Krauchenwies (Allemagne) depuis 1997